# Agadir
Agadir (arap. أكادير) je lučki grad na jugu Maroka. Nalazi se na Atlantskom oceanu, u podnožju planina Atlas, sjeverno od ušća rijeke Sous u ocean. Grad ima 678.596 stanovnika (popis 2004). Agadir je glavni grad regije Sus-Massa-Dráa. Riječ "Agadir" na berberskom jeziku znači "utvrđeno skladište žita". Grad su osnovali portugalski pomorci 1505. godine. Ovdje je 1911. kulminirala vojno-politička zategnutost između Francuske i Njemačke poznata kao Agadirska kriza. Potres od 29. veljače 1960. je usmrtio 12.000 ljudi. Iz Agadira se najviše izvoze sardina, agrumi i masline iz poljoprivredne okolice (dolina rijeke Sous) te kobalt, mangan i cink. Poznata je i proizvodnja sagova, konzerviranje riba, tekstilna, metalna i cementna industrija.

## Gradovi prijatelji
- Mar del Plata, Argentina
- Miami, SAD
- Oakland, SAD
- Olhão, Portugal
- Nantes, Francuska
- Stavanger, Norveška
- Shiraz, Iran
- Vigan, Filipini[2][3]